# Wang Beixing
Wang Beixing (chiń.: 王北星, pinyin: Wáng Běixīng; ur. 10 marca 1985 w Harbinie) – chińska łyżwiarka szybka, brązowa medalistka olimpijska i wielokrotna medalistka mistrzostw świata.

## Kariera
Specjalizuje się w biegach na krótkich dystansach. Pierwszy sukces w karierze osiągnęła w 2005 roku, kiedy zdobyła srebrny medal w biegu na 500 m podczas dystansowych mistrzostw świata w Inzell. W zawodach tych wyprzedziła ją jedynie jej rodaczka Wang Manli, a trzecie miejsce zajęła Lee Sang-hwa z Korei Południowej. Wynik ten Chinka powtarzała na mistrzostwach świata w Salt Lake City (2007), mistrzostwach świata w Nagano (2008), mistrzostwach świata w Vancouver (2009) i mistrzostwach świata w Soczi (2013). Zdobyła także brązowy medal podczas mistrzostw świata w Inzell w 2011 roku, plasując się za Niemką Jenny Wolf i Lee Sang-hwa. Ponadto na mistrzostwach świata w wieloboju sprinterskim w Moskwie w 2009 roku zdobyła złoty medal. Na podium stanęły także Jenny Wolf i kolejna Chinka, Yu Jing.
W 2006 roku wystartowała na igrzyskach olimpijskich w Turynie, gdzie jej najlepszym wynikiem było siódme miejsce w wyścigu na 500 m. Na tym samym dystansie zdobyła brązowy medal podczas igrzysk olimpijskich w Vancouver w 2010 roku, przegrywając tylko z Lee Sang-hwa i Jenny Wolf. Na rozgrywanych cztery lata później igrzyskach w Soczi zajęła siódme miejsce w biegu na 500 m i czternaste na dwukrotnie dłuższym dystansie.
Wielokrotnie stawała na podium zawodów Pucharu Świata, odnosząc przy tym trzynaście zwycięstw. Najlepsze wyniki osiągała w sezonach  2006/2007, 2009/2010 i 2012/2013, kiedy zajmowała trzecie miejsce w klasyfikacji końcowej 500 m.

## Osiągnięcia

### Igrzyska olimpijskie
- Turyn 2006
  - 7. (500 m); 29. (1000 m)
- Vancouver 2010
  -  – (500 m)

### Mistrzostwa świata
- Mistrzostwa świata w wieloboju sprinterskim
  -  – 2009
- Mistrzostwa świata na dystansach
  -  – 2005 (500 m); 2007 (500 m); 2008 (500 m); 2009 (500 m)
  -  – 2011 (500 m)